# Saison 1978-1979 du Montpellier Paillade Sport Club
Maillots
Chronologie
Saison précédente Saison suivante
La saison 1978-1979 du Montpellier PSC a vu le club évoluer en Division 2 pour la première fois depuis six ans, après avoir connu les profondeurs des championnats régionaux.
Le club héraultais va réaliser un très bon début de championnat dans le groupe A de seconde division, avant de perdre un match sur le fil face à l'Olympique d'Avignon et de dégringoler à la 6e place du championnat, position finalement confortable pour un promu.
En Coupe de France, les pailladins vont se montrer en atteignant les huitièmes de finale de la compétition et en éliminant deux clubs de Division 1 avant de chuter face à l'AJ Auxerre, autre clubs de Division 2.

## Déroulement de la saison

### Inter-saison
Le retour en Division 2 s'accompagne d'un profond remaniement de l'effectif avec également un retour au professionnalisme abandonné en 1972. Louis Nicollin annonce des objectifs ambitieux pour un promu en souhaitant la montée directe en Division 1.
C'est pour atteindre cet objectif qu'arrivent Henri Malabave, Alain Hopquin, Bernard Mayot, Patrick Baldassara, Jean-Marc Furlan, Sauveur Agostini, Hugo Curioni et Bernard Ducuing, tous habitués aux joutes de la Division 2 et même pour certains de la Division 1. En revanche, les dirigeants ne pourront retenir Jean-Marc Valadier qui part pour l'Olympique lyonnais.

### Championnat
La saison démarre très bien, et l'objectif un peu fou semble finalement réalisable, mais à quatre journées de la fin, le club est toujours en course pour l'élite lorsque l'Olympique d'Avignon, autre candidat à la montée vient au Stade de la Mosson pour un match décisif. 
Mais une bagarre générale puis un but avignonnais dans les derniers instants, ruinent les espoirs palladins qui laissent alors échapper les derniers matchs et terminent à la sixième place du groupe.

### Coupes nationales
L'équipe fait également un beau parcours en Coupe de France, puisqu'ils éliminent le Nîmes Olympique puis l'Olympique lyonnais, pensionnaires de Division 1 avant de tomber face à l'AJ Auxerre, futur finaliste de l'épreuve.

## Joueurs et staff

### Transferts
| Été 1978             |                                                      |                                                      |                                                      |                                                      |
| Nom                  | Nationalité                                          | Transfert                                            | Provenance/Destination                               | Division                                             |
| Arrivées             |                                                      |                                                      |                                                      |                                                      |
| Henri Malabave       | France                                               | Transfert                                            | AC Arles                                             | Division 2                                           |
| Alain Hopquin        | France                                               | Transfert                                            | RC Lens                                              | Division 2                                           |
| Franck Briollet      | France                                               | Premier contrat pro                                  |                                                      |                                                      |
| Jean-Marc Furlan     | France                                               | Transfert                                            | Girondins de Bordeaux                                | Division 1                                           |
| Patrick Baldassara   | France                                               | Transfert                                            | Olympique lyonnais                                   | Division 1                                           |
| Bernard Mayot        | France                                               | Premier contrat pro                                  | Olympique lyonnais                                   | Division 1                                           |
| Bernard Ducuing      | France                                               | Transfert                                            | Stade de Reims                                       | Division 1                                           |
| Hugo Curioni         | Argentine                                            | Transfert                                            | Troyes AF                                            | Division 2                                           |
| Sauveur Agostini     | France                                               | Transfert                                            | SC Bastia                                            | Division 1                                           |
| Départs              |                                                      |                                                      |                                                      |                                                      |
| Emmanuel Moh         | Côte d'Ivoire                                        | Transfert                                            | AC Arles                                             | Division 2                                           |
| Fleury Di Nallo      | France                                               | Fin de contrat (Retraite)                            |                                                      |                                                      |
| Jean-Marc Valadier   | France                                               | Transfert                                            | Olympique lyonnais                                   | Division 1                                           |
| Patrick Doual        | France                                               | Fin de contrat (Retraite)                            |                                                      |                                                      |
| Robert Nouzaret      | France                                               | Fin de contrat (Entraineur)                          |                                                      |                                                      |
| Jean-Pierre Betton   | France                                               | Fin de contrat (Retraite)                            |                                                      |                                                      |
| Jean-Louis Besson    | France                                               | Fin de contrat (Retraite)                            |                                                      |                                                      |
| Jean-Claude Terrasse | France                                               | Fin de contrat (Retraite)                            |                                                      |                                                      |
| Michel Ortega        | France                                               | Fin de contrat (Retraite)                            |                                                      |                                                      |
| Bruno Vangelisti     | Joueur non passé pro lors de la montée en Division 2 | Joueur non passé pro lors de la montée en Division 2 | Joueur non passé pro lors de la montée en Division 2 | Joueur non passé pro lors de la montée en Division 2 |

## Rencontres de la saison

### Division 2
| Tour       | Adversaire          | Lieu | Résultat | Buteurs du MPSC                                               |
| Journée 1  | US Toulouse         | Dom. | 3-0      | Hugo Curioni · Bernard Ducuing                                |
| Journée 2  | ESTAC Troyes        | Ext. | 1-1      | Bernard Ducuing                                               |
| Journée 3  | AS Béziers          | Dom. | 1-2      | Bernard Ducuing                                               |
| Journée 4  | AC Ajaccio          | Dom. | 2-1      | Hugo Curioni                                                  |
| Journée 5  | Olympique d'Alès    | Ext. | 3-1      | Mama Ouattara · Michel Granier · Sauveur Agostini             |
| Journée 6  | AC Arles-Avignon    | Dom. | 2-0      | Eric Edwige · Bernard Ducuing                                 |
| Journée 7  | EDS Montluçon       | Ext. | 1-2      | Alain Hopquin                                                 |
| Journée 8  | FC Gueugnon         | Dom. | 4-2      | Bernard Ducuing · Hugo Curioni · Eric Edwige                  |
| Journée 9  | FC Chaumont         | Ext. | 1-1      | Jean-Louis Gasset                                             |
| Journée 10 | AJ Auxerre          | Dom. | 1-0      | Hugo Curioni                                                  |
| Journée 11 | SR déodatiens       | Ext. | 0-0      | -                                                             |
| Journée 12 | Sporting Toulon     | Dom. | 2-1      | Hugo Curioni · Sauveur Agostini                               |
| Journée 13 | RC Franc-Comtois    | Ext. | 3-0      | Bernard Ducuing · Hugo Curioni · Eric Edwige                  |
| Journée 14 | FC Martigues        | Dom. | 4-2      | Bernard Ducuing · Hugo Curioni                                |
| Journée 15 | Olympique d'Avignon | Ext. | 0-1      | -                                                             |
| Journée 16 | AS Cannes           | Dom. | 0-1      | -                                                             |
| Journée 17 | SAS Épinal          | Ext. | 0-1      | -                                                             |
| Journée 18 | ESTAC Troyes        | Dom. | 4-2      | Hugo Curioni · Bernard Mayot                                  |
| Journée 19 | AS Béziers          | Ext. | 1-2      | Hugo Curioni                                                  |
| Journée 20 | AC Ajaccio          | Ext. | 2-1      | Bernard Ducuing                                               |
| Journée 21 | Olympique d'Alès    | Dom. | 3-1      | Bernard Ducuing · (c.s.c.) Jean-Claude Mith · Christian André |
| Journée 22 | AC Arles-Avignon    | Ext. | 0-2      | -                                                             |
| Journée 23 | EDS Montluçon       | Dom. | 1-0      | (c.s.c.) Couttard                                             |
| Journée 24 | FC Gueugnon         | Ext. | 1-1      | Sauveur Agostini                                              |
| Journée 25 | FC Chaumont         | Dom. | 1-0      | Alain Hopquin                                                 |
| Journée 26 | AJ Auxerre          | Ext. | 3-4      | Sauveur Agostini · Bernard Ducuing · Hugo Curioni             |
| Journée 27 | SR déodatiens       | Dom. | 1-1      | Joël Battaglione                                              |
| Journée 28 | Sporting Toulon     | Ext. | 1-1      | Alain Hopquin                                                 |
| Journée 29 | RC Franc-Comtois    | Dom. | 2-0      | Eric Edwige · Hugo Curioni                                    |
| Journée 30 | FC Martigues        | Ext. | 2-1      | Bernard Ducuing · Joël Battaglione                            |
| Journée 31 | Olympique d'Avignon | Dom. | 0-1      | -                                                             |
| Journée 32 | AS Cannes           | Ext. | 2-5      | Bernard Ducuing · Joël Battaglione                            |
| Journée 33 | SAS Épinal          | Dom. | 3-1      | Thierry Tur · Sauveur Agostini · Michel Granier               |
| Journée 34 | US Toulouse         | Ext. | 2-4      | Christian André · Hugo Curioni                                |

### Coupe de France
| Tour            | Adversaire                                       | Lieu | Résultat | Buteurs du MPSC                                                                                                 |
| 6e tour         | EC Bagnols sur Cèze-Marcoule (Division Inconnue) | Dom. | 12-0     | Sauveur Agostini · Bernard Ducuing · Eric Edwige · Alain Hopquin · Jean-Marc Furlan · (c.s.c.) Buteurs inconnus |
| 7e tour         | FA Cournon le Cendre (Division 3)                | Ext. | 3-0      | Bernard Ducuing · Eric Edwige                                                                                   |
| 1/32e de finale | Nîmes Olympique (Division 1)                     | Sète | 1-1      | Bernard Ducuing                                                                                                 |
| 1/16e de finale | Olympique lyonnais (Division 1)                  | Ext. | 1-1      | (c.s.c.) Desbrouillon                                                                                           |
| 1/16e de finale | Olympique lyonnais (Division 1)                  | Dom. | 3-0      | Eric Edwige · Jean-Louis Gasset                                                                                 |
| 1/8e de finale  | AJ Auxerre (Division 2)                          | Ext. | 0-0      | - |
| 1/8e de finale  | AJ Auxerre (Division 2)                          | Dom. | 0-2      | - |

## Statistiques

### Statistiques collectives
| Compétition     | Débute au tour | Place ou tour final | Matches joués | Gagnés | Nuls | Perdus | Buts pour | Buts contre | Différence |
| Division 2      | -              | 6e                  | 34            | 17     | 6    | 11     | 57        | 43          | +14        |
| Coupe de France | 6e tour        | 1/8e de finale      | 7             | 3      | 3    | 1      | 20        | 4           | +16        |
| Total           | -              | -                   | 41            | 20     | 9    | 12     | 77        | 47          | +30        |

### Statistiques individuelles
| Nat. | Nom         | Division 2 | Division 2  | Division 2 | Division 2   | Coupe de France | Coupe de France | Coupe de France | Coupe de France | Total | Total       | Total  | Total        |
| Nat. | Nom         | M.j.       | But inscrit | Averti     | Carton rouge | M.j.            | But inscrit     | Averti          | Carton rouge    | M.j.  | But inscrit | Averti | Carton rouge |
|      | Manet       | 0          | 0           | 0          | 0            | 2               | 0               | 0               | 0               | 2     | 0           | 0      | 0            |
|      | Malabave    | 34         | 0           | 0          | 0            | 5               | 0               | 0               | 0               | 39    | 0           | 0      | 0            |
|      | Hopquin     | 27         | 3           | 0          | 0            | 6               | 1               | 0               | 0               | 33    | 4           | 0      | 0            |
|      | Briollet    | 3          | 0           | 0          | 0            | 0               | 0               | 0               | 0               | 3     | 0           | 0      | 0            |
|      | Furlan      | 23         | 0           | 0          | 0            | 6               | 1               | 0               | 0               | 29    | 1           | 0      | 0            |
|      | Battaglione | 15         | 3           | 0          | 0            | 2               | 0               | 0               | 0               | 17    | 3           | 0      | 0            |
|      | Maurin      | 6          | 0           | 0          | 0            | 0               | 0               | 0               | 0               | 6     | 0           | 0      | 0            |
|      | Kawa        | 1          | 0           | 0          | 0            | 0               | 0               | 0               | 0               | 1     | 0           | 0      | 0            |
|      | Baldassara  | 31         | 0           | 0          | 0            | 5               | 0               | 0               | 0               | 36    | 0           | 0      | 0            |
|      | Chauvry     | 1          | 0           | 0          | 0            | 0               | 0               | 0               | 0               | 1     | 0           | 0      | 0            |
|      | Alleman     | 1          | 0           | 0          | 0            | 0               | 0               | 0               | 0               | 1     | 0           | 0      | 0            |
|      | Perruchini  | 13         | 0           | 0          | 0            | 0               | 0               | 0               | 0               | 13    | 0           | 0      | 0            |
|      | Mayot       | 18         | 1           | 0          | 0            | 5               | 0               | 0               | 0               | 23    | 1           | 0      | 0            |
|      | Edwige      | 34         | 5           | 0          | 0            | 7               | 5               | 0               | 0               | 41    | 10          | 0      | 0            |
|      | Gasset      | 27         | 1           | 0          | 0            | 4               | 1               | 0               | 0               | 31    | 2           | 0      | 0            |
|      | Ouattara    | 32         | 1           | 0          | 0            | 5               | 0               | 0               | 0               | 37    | 1           | 0      | 0            |
|      | Granier     | 22         | 2           | 0          | 0            | 3               | 0               | 0               | 0               | 25    | 2           | 0      | 0            |
|      | Ducuing     | 33         | 13          | 0          | 0            | 7               | 5               | 0               | 0               | 40    | 18          | 0      | 0            |
|      | André       | 6          | 2           | 0          | 0            | 0               | 0               | 0               | 0               | 6     | 2           | 0      | 0            |
|      | Curioni     | 33         | 17          | 0          | 0            | 5               | 0               | 0               | 0               | 38    | 17          | 0      | 0            |
|      | Agostini    | 32         | 5           | 0          | 0            | 6               | 4               | 0               | 0               | 38    | 9           | 0      | 0            |
|      | Tur         | 5          | 1           | 0          | 0            | 0               | 0               | 0               | 0               | 5     | 1           | 0      | 0            |

### Autres statistiques
| Meilleurs buteurs \| Joueur \| Total \| \| Bernard Ducuing \| 18 \| \| Hugo Curioni \| 17 \| \| Eric Edwige \| 10 \| \| Sauveur Agostini \| 9 \| \| Alain Hopquin \| 4 \| \| Joël Battaglione \| 3 \| \| Jean-Louis Gasset \| 2 \| \| Michel Granier \| 2 \| \| Christian André \| 2 \| \| Jean-Marc Furlan \| 1 \| \| Bernard Mayot \| 1 \| \| Thierry Tur \| 1 \| \| Mama Ouattara \| 1 \| | Equipe type de la saison Malabave Ouattara Hopquin Furlan Baldassara Gasset Ducuing Sarramagna Edwige Pasqualetti Curioni D'après les temps de jeu à leur poste. |  |
| Joueur | Total |  |
| Bernard Ducuing | 18 |  |
| Hugo Curioni | 17 |  |
| Eric Edwige | 10 |  |
| Sauveur Agostini | 9 |  |
| Alain Hopquin | 4 |  |
| Joël Battaglione | 3 |  |
| Jean-Louis Gasset | 2 |  |
| Michel Granier | 2 |  |
| Christian André | 2 |  |
| Jean-Marc Furlan | 1 |  |
| Bernard Mayot | 1 |  |
| Thierry Tur | 1 |  |
| Mama Ouattara | 1 |  |

Buts
- Premier but de la saison :   Hugo Curioni contre l'US Toulouse lors de la 1re journée de championnat
- Premier doublé :    Bernard Ducuing contre l'US Toulouse lors de la 1re journée de championnat
- Premier triplé :     Hugo Curioni contre l'ESTAC Troyes lors de la 18e journée de championnat
- Premier quadruplé :      Sauveur Agostini contre l'EC Bagnols sur Cèze-Marcoule lors du 6e tour de la Coupe de France
- Plus grande marge : 12 buts (marge positive) 12-0 contre l'EC Bagnols sur Cèze-Marcoule lors du 6e tour de la Coupe de France
- Plus grand nombre de buts dans une rencontre : 12 buts 12-0 contre l'EC Bagnols sur Cèze-Marcoule lors du 6e tour de la Coupe de France